# 市川準の東京日常劇場
『市川準の東京日常劇場』（いちかわじゅんのとうきょうにちじょうげきじょう）は、テレビ朝日で1990年4月から1991年6月まで月曜から木曜の深夜1時頃放送されていたテレビドラマ。全64話。作・演出は市川準。学生援護会（現：パーソルキャリア）の一社提供であった。
深夜5分枠という放送時間が短いミニ番組で、月曜から木曜の4回放送分で10分1話完結の構成になっていた。
サブタイトルは括弧付きで表示されていた（初期の数話分は番組冒頭でのサブタイトルが表示されていなかった）。

## サブタイトル・出演者
- 『お隣さん夫婦』：イッセー尾形、桃井かおり、菅原大吉、伊沢磨紀　（設定：リビング）
- 『釣り堀』：奥村公延、原田貴和子、峯のぼる　（設定：釣り堀）
- 『コージーコーナー』：戸川京子、天衣織女　（設定：喫茶室）
- 『マネージャー』：沢田研二、田中律子　（設定：ロビー）
- サブタイトル不明：桃井かおり、イッセー尾形　（設定：レストラン）
- 『兄貴』：白龍、大場明之　（設定：屋台）
- 『不倫新幹線』：犬塚弘、今村明美
- 『安アパートの男』：不破万作、葛西作紀
- 『妻に逃げられた男』：すまけい、天衣織女
- 『作家と家族』：桃井かおり、イッセー尾形、清水真由
- 『ファーストフードの二人』：岸部一徳、不破万作
- 『出戻り娘の父』：永六輔、杉田かおる
- 『職員室』：桃井かおり、イッセー尾形、山本廉
- 『パートの女達』：今村明美、広岡由里子、布施木昌之、岡野雅子、小甲登枝恵
- 『同窓会の帰り道』：桃井かおり、イッセー尾形
- 『社員食堂』：岸部一徳
- 『大物女優とそのマネージャー』：沢田研二、ヒロアライ、福永麻子、吉行和子
- 『刑事と風営娘』：蟹江敬三、松本小雪
- 『似顔絵描きとサックス娘』：嶋田久作、戸川京子
- 『大声夫婦』：永六輔、内海好江
- 『OL寿司』：今村明美、あめくみちこ
- 『まじめな姉と放浪癖の妹』：田中裕子、つみきみほ
- 『中年アルバイター』：根津甚八、石倉三郎
- 『張り込み刑事』：長塚京三、大場明之
- 『酔っぱらいとルンペン』：汐路章、あがた森魚
- 『幼なじみ』：下元勉、奥村公延
- 『青春終列車』：竹内力、長山洋子、南渕一輝
- 『交番』：石倉三郎、佐野史郎、清水真由
- 『裏方娘たち』：芳本美代子、安永亜衣、伊沢磨紀、雨蘭咲木子
- 『午後の病院』：浜村純、鈴木光枝、水野花
- 『浮気亭主』：増田恵子、西岡徳馬
- 『深夜の恋人』：大鶴義丹、中嶋朋子、津村和幸
- 『家出娘の父』：高品格、立原ちえみ
- 『夜店の夫婦』：ビートきよし、川上麻衣子
- 『クリスマスのタクシー』：白龍、角替和枝
- 『親友』：萩原流行、三浦賢二
- 『名画座のふたり』：室井滋、坂上忍
- 『さよなら女子寮』：高沢順子、芳本美代子
- 『古本屋にて』：中村れい子、小形雄二
- 『土手にて』：木村元、伊原剛志
- 『相部屋のふたり』：天宮良、嶋田久作
- 『裏町旅館』：岡本麗、蛭子能収
- 『ごたごたレストラン』：寺田農、千堂あきほ、くまもと吉成
- 『伯父さんのアトリエ』：下元勉、鳥越マリ
- 『フリーウェイ兄弟』：小島三児、天衣織女
- 『だめなヒモ』：勝俣州和、羽田美智子
- 『変な男のマンション』：ベンガル、白島靖代
- 『ペーパームーン』：屋敷かおり

他

## ビデオソフト
64話の中から一部を再編収録し、『市川準の東京日常劇場』「憂愁篇」「哀愁篇」として2巻にまとめられてビデオ化された。「憂愁篇」は83分、「哀愁篇」は87分。